# Kap d’Antifer
Das Kap d’Antifer liegt an der Alabasterküste zwischen Étretat und Le Havre auf dem Gebiet der französischen Gemeinde La Poterie-Cap-d'Antifer.

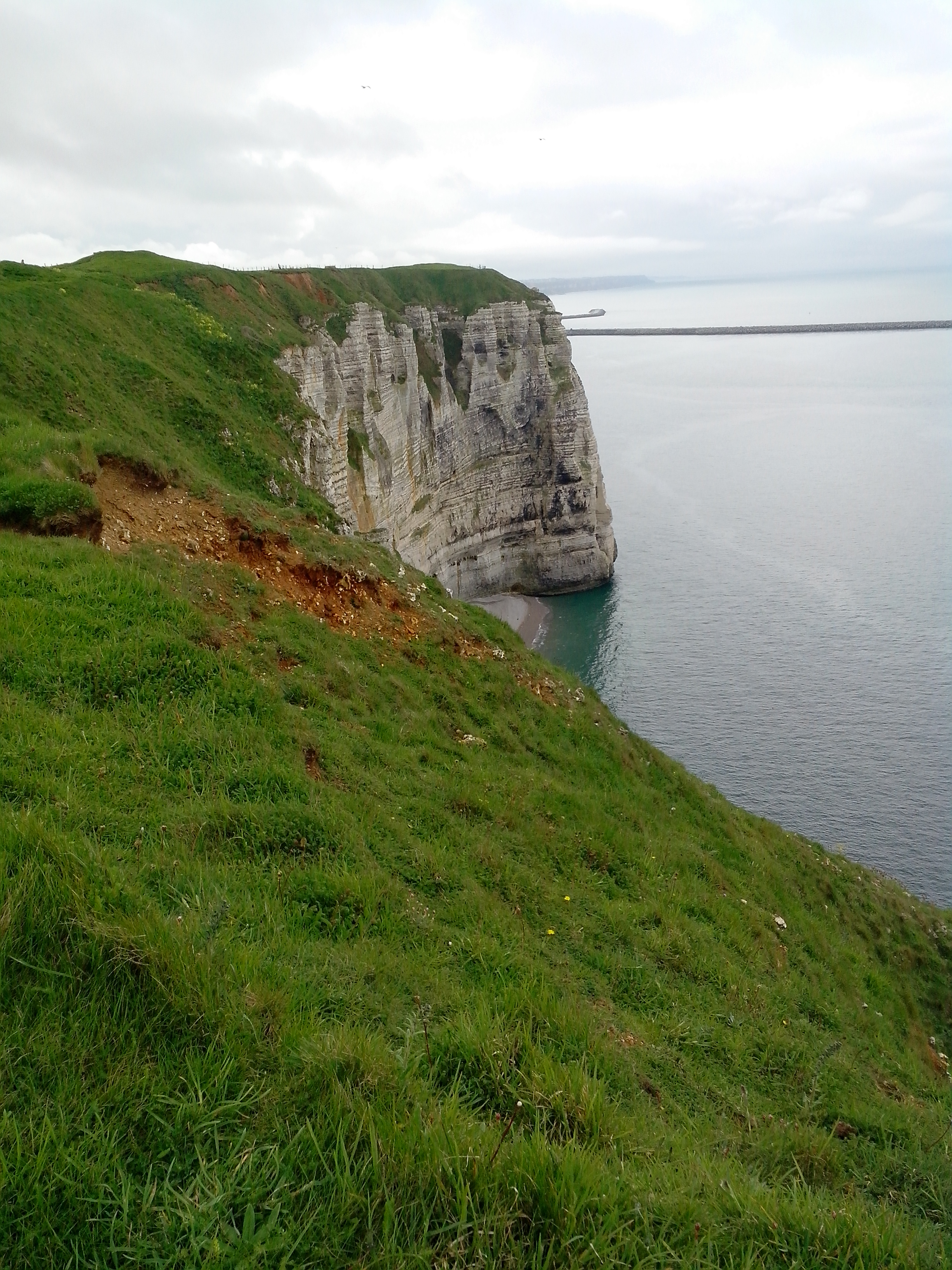
Blick auf das Kap d’Antifer mit den Hafenanlagen im Hintergrund

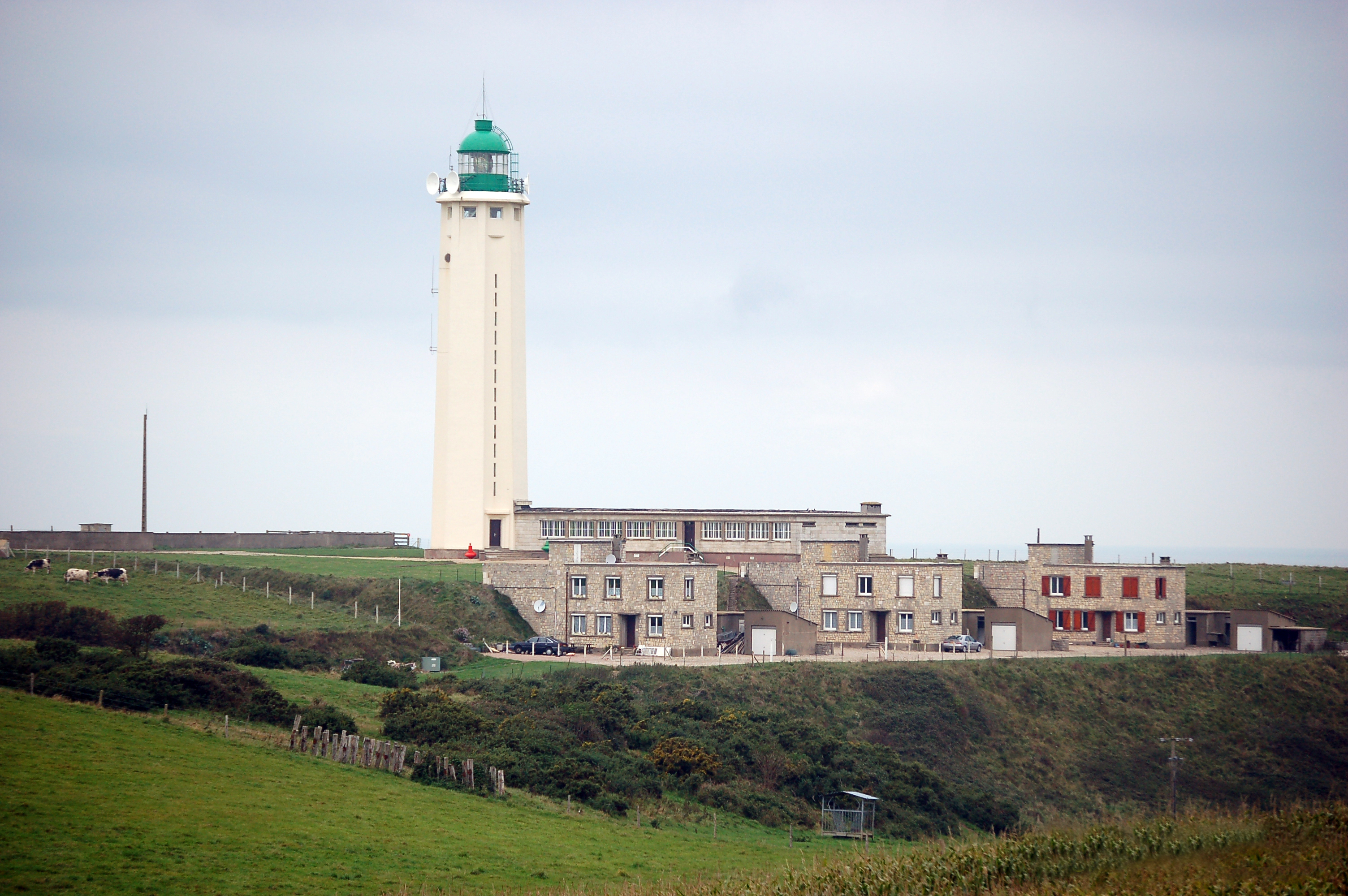
Der Phare d’Antifer

## Kap und Leuchtturm
Die Kreidefelsen das Kaps haben eine Höhe von bis zu 130 m sind seit den 1890er Jahren Standort eines Leuchtturms. Der ursprüngliche Phare d’Antifer wurde im Zweiten Weltkrieg zerstört und in den 1950er Jahren durch den heutigen Turm aus Stahlbeton ersetzt.
Die Windverhältnisse am Kap und Hafen machen diesen Küstenabschnitt besonders für Windsurfer attraktiv. Über die Ortschaft Saint-Jouin-Bruneval gelangt man an den nächstgelegenen Sandstrand.

## Hafenanlage
Etwa drei Kilometer südlich des Kaps wurde 1975 auf dem Gebiet der Nachbargemeinde Saint-Jouin-Bruneval eine Hafenanlage für Supertanker errichtet, die hier Öl auf kleinere Schiffe umladen können. Am Strand befinden sich Tanklager und eine 3,5 km lange Mole, die den Hafen schützt.

## Sonstiges
Der Name des Kaps inspirierte vermutlich Jules Verne zu seinem Roman Meister Antifers wunderbare Abenteuer. Bei der nördlich vom Hafen gelegenen Ortschaft Bruneval gelang es 1942 einer britischen Fallschirmeinheit während der Operation Biting eine deutsche Würzburg-Radarstation zu zerstören und wichtige Teile zu erbeuten.
Koordinaten: 49° 41′ 6,8″ N, 0° 9′ 48,9″ O